# The Mighty Diamonds
The Mighty Diamonds est un trio vocal de reggae jamaïcain.

## Biographie
The Mighty Diamonds (littéralement "Les Puissants Diamants") est un groupe de reggae jamaïcain créé par Lloyd Judge Ferguson, Fitzroy Bunny Simpson et Donald Tabby Shaw en 1969. Ils deviennent l'un des groupes les plus appréciés par le public jamaïcain dans les années 1970. Le groupe sort quelques chansons qui ne seront pas particulièrement connues, avant de signer Shame and Pride pour le label de Pat Francis (aussi appelé Jah Lloyd).
En 1975, ils rejoindront l'équipe de Channel One où ils enregistreront notamment leur album Right Time, qui deviendra sûrement le plus connu des Mighty Diamonds. Leur opus suivant, enregistré aux États-Unis, mêlera différents genres musicaux en plus du reggae, ce qui ne plaira pas à leur public. Comprenant vite, les Mighty Diamonds reviendront rapidement chez Joseph Hoo Kim à Channel One, pour enregistrer trois albums en 1978 et 1979 : Stand Up for Your Judgment, Tell Me What's Wrong, et Deeper Roots.
Au début des années 1980, ils passent à un style plus numérique, qui est plutôt décevant au début pour les fans, mais qui sera accepté plus tard. Aujourd'hui, si leurs albums studio n'ont plus la puissance des années d'or, le groupe excelle sur scène et tourne régulièrement en Europe, pour le plus grand plaisir des fans. The Mighty Diamonds est un des seuls trio vocaux des années 70 à n'avoir pas changé de membres depuis sa création en 1969, fait suffisamment rare pour être souligné.
Le chanteur principal Tabby Diamond est assassiné le 29 mars 2022.
Bunny Diamond meurt du diabète le 1er avril 2022.

## Discographie
- 1976 - Right Time (Virgin)
- 1976 - I Need a Roof (Well Charge / J&J) - réédition du précédent
- 1977 - Ice on Fire (Virgin)
- 1978 - Stand Up To Your Judgment (Channel One)
- 1978 - Tell Me What's Wrong (Channel One)
- 1978 - The Best Of (Channel One) - regroupe Stand Up To Your Judgment & Tell Me What Is Wrong
- 1978 - Planet Earth (Virgin)
- 1978 - Planet Mars Dub (Virgin)
- 1978-84 - Kouchie Vibes
- 1979 - Deeper Roots (Back to the Channel) (Virgin)
- 198X - Pass the Kouchie (Bad Gong)
- 198X - Heads of Government (Reggae / Gorgon)
- 1981 - Changes (Music Works)
- 1981 - Dubwise (Music Works) - versions dub de l'album Changes
- 1981 - Reggae Street (Shanachie)
- 1981 - Indestructible (Alligator)
- 1982 - The Roots Is Here (Music Works / Shanachie)
- 1983 - Leaders of Black Country
- 1983 - Backstage
- 1985 - Struggling
- 1986 - If You Looking for Trouble
- 1988 - Get Ready
- 1988 - Never get weary
- 1990 - Go Seek Your Rights (compilation des albums sortis chez Virgin)
- 1992 - Moment of Truth
- 1993 - Paint It Red
- 1993 - Bust Out
- 2001 - Rise
- 2006 - Thugs in the Streets
- 2008 - Inna de Yard  (compilation de leurs tubes en acoustique chez le label Makasound)
- 2013 - Planet Earth (réédition des albums Planet Earth et Planet Earth Dub en mode showcase : chaque titre vocal est suivi de son dub, 20 titres au total - label Cherry Red Records)

Note : L'album des Revolutionaries Vital Dub/Well Charged (1976) reprend (en version dub) une bonne partie des chansons de Right Time, avec d'autres rythmiques Channel One.
L'album The Lost Album/Right Times Rockers de U Roy contient quant à lui des versions deejay de la plupart des titres de Right Time.